# Ота Фукарек
Ота Фукарек (чеськ. Ota Fukárek; нар. 18 січня 1977) — колишній чеський тенісист.
Найвищу одиночну позицію світового рейтингу — 101 місце досяг 26 листопада 2001, парну — 58 місце — 17 лютого 2003 року.
Найвищим досягненням на турнірах Великого шолома було 3 коло в парному розряді.
Завершив кар'єру 2005 року.

## Титули в одиночному розряді

### Перемоги (4)
| Легенда (одиночний розряд)                |
| Великий шлем (0)                          |
| Серія Мастерс 1000 Світового Туру ATP (0) |
| Світовий Тур ATP 500 (0)                  |
| Світовий Тур ATP 250 (0)                  |
| Тур ATP Челленджер (4)                    |

| Ранг | Дата              | Турнір          | Покриття | Суперник          | Рахунок       |
| 1.   | 9 серпня 1999     | Мадрид, Іспанія | Тверде   | Мотомура Гоїті    | 6–2, 6–7, 7–5 |
| 2.   | 26 лютого 2001    | Сінгапур        | Тверде   | Федеріко Луцці    | 7–6(7–5), 6–3 |
| 3.   | 10 вересня 2001   | Забже, Польща   | Ґрунт    | Міхаель Кольманн  | 6–3, 6–4      |
| 4.   | 19 листопада 2001 | Прага, Чехія    | Тверде   | Крістіано Каратті | 6–3, 6–3      |

### Поразка (3)
| Ранг | Дата            | Турнір                           | Покриття | Суперник у фіналі | Рахунок у фіналі              |
| 1.   | 9 квітня 2001   | Сан-Луїс-Потосі (місто), Мексика | Ґрунт    | Мартін Родрігес   | 6–7(7–9), 7–6(7–2), 7–6(10–8) |
| 2.   | 15 жовтня 2001  | Гельсінкі, Фінляндія             | Тверде   | Жорж Бастл        | 6–4, 4–6, 6–4                 |
| 3.   | 11 березня 2002 | Норт-Маямі-Біч, США              | Тверде   | Вінс Спейдія      | 4–6, 6–1, 6–4                 |

## Парний розряд титули

### Перемоги (15)
| Легенда (одиночний розряд)                |
| Великий шлем (0)                          |
| Серія Мастерс 1000 Світового Туру ATP (0) |
| Світовий Тур ATP 500 (0)                  |
| Світовий Тур ATP 250 (0)                  |
| Тур ATP Челленджер (15)                   |

| Ранг | Дата              | Турнір                  | Покриття | Партнер          | Суперники                                 | Рахунок            |
| 1.   | 22 червня 1998    | Пржибрам, Чехія         | Ґрунт    | Удо Пламберґер   | Петр Пала Радек Штепанек                  | 2–6, 6–3, 6–4      |
| 2.   | 5 жовтня 1998     | Сантьяго                | Ґрунт    | Аттіла Шавольт   | Едвін Кемпес Петер Весселс                | 7–6, 6–4           |
| 3.   | 7 серпня 2000     | Прага, Чехія            | Ґрунт    | Франтішек Чермак | Томаш Цибулець Леош Фридль                | 6–4, 6–3           |
| 4.   | 13 листопада 2000 | Осака, Японія           | Тверде   | Франтішек Чермак | Ісії Яокі Ерік Тайно                      | 6–1, 7–6(7–5)      |
| 5.   | 12 лютого 2001    | Мумбай, Індія           | Тверде   | Франтішек Чермак | Магеш Бгупаті Фазалуддін Сієд             | 7–5, 3–6, 7–6(7–2) |
| 6.   | 2 квітня 2001     | Калабасас, США          | Тверде   | Їво Гойбергер    | Пол Генлі Натан Гілі                      | 6–2, 3–6, 6–1      |
| 7.   | 1 квітня 2002     | Леон (Мексика), Мексика | Тверде   | Ноам Бер         | Їв Аллегро Александер Васке               | 7–6(8–6), 6–3      |
| 8.   | 13 травня 2002    | Прага, Чехія            | Ґрунт    | Франтішек Чермак | Ярослав Левинський Давід Шкох             | 6–4, 6–3           |
| 9.   | 4 червня 2002     | Простейов, Чехія        | Ґрунт    | Франтішек Чермак | Маріано Худ Себастьян Прієто              | 6–3, 7–6(7–5)      |
| 10.  | 5 серпня 2002     | Кордова, Іспанія        | Тверде   | Паул Роснер      | Еміліо Бенфеле Альварес Душан Вемич       | 7–6(9–7), 6–4      |
| 11.  | 10 лютого 2003    | Любек, Німеччина        | Килим    | Джордан Керр     | Роберт Ліндстедт Фредрік Лувен            | 6–3, 3–6, 6–3      |
| 12.  | 21 квітня 2003    | Леон (Мексика), Мексика | Тверде   | Джордан Керр     | Олександр Богомолов Алехандро Ернандес    | 4–6, 6–3, 6–4      |
| 13.  | 28 липня 2003     | Сеговія, Іспанія        | Тверде   | Тріпп Філліпс    | Жан-Франсуа Башло Еміліо Бенфеле Альварес | 6–4, 7–6(10–8)     |
| 14.  | 11 серпня 2003    | Ґрац, Австрія           | Тверде   | Ноам Бер         | Карстен Браш Юган Ландсберг               | 6–3, 6–2           |
| 15.  | 7 вересня 2004    | Ашаффенбург, Німеччина  | Ґрунт    | Ян Вацек         | Корнель Бардоцький Гергей Кішдєрдь        | 3–6, 6–4, 6–3      |

### Поразка (11)
| Ранг | Дата              | Турнір                    | Покриття | Партнер            | Суперники                                | Рахунок            |
| 1.   | 13 квітня 1998    | Пуерто-Вальярта, Мексика  | Тверде   | Режіс Лавернь      | Луїс Еррера (тенісист) Габріель Тріфу    | 6–3, 6–4           |
| 2.   | 17 серпня 1998    | Бронкс, США               | Тверде   | Габріель Тріфу     | Джаред Палмер Судзукі Такао              | 6–1, 6–2           |
| 3.   | 2 серпня 1999     | Сеговія, Іспанія          | Тверде   | Алехандро Ернандес | Роджер Федерер Сандер Гройн              | 6–4, 7–6           |
| 4.   | 16 травня 2000    | Единбург, Велика Британія | Ґрунт    | Ларс Бургсмюллер   | Томмі Робредо Майкл Расселл              | 6–0, 6–2           |
| 5.   | 6 листопада 2000  | Сеул, Південна Корея      | Тверде   | Франтішек Чермак   | Тім Крічтон Ешлі Фішер                   | 6–4, 6–4           |
| 6.   | 20 листопада 2000 | Брест (Франція)           | Тверде   | Франтішек Чермак   | Туомас Кетола Лоренс Тілеман             | 7–6(5), 1–6, 6–3   |
| 7.   | 5 листопада 2001  | Братислава, Словаччина    | Килим    | Франтішек Чермак   | Петр Лукса Радек Штепанек                | 6–4, 6–3           |
| 8.   | 7 січня 2002      | Maharashtra Open, Індія   | Тверде   | Томаш Цибулець     | Магеш Бгупаті Леандер Паес               | 5–7, 6–2, 7–5      |
| 9.   | 21 січня 2002     | Гайльбронн, Німеччина     | Килим    | Франтішек Чермак   | Александар Кітінов Юган Ландсберг        | 6–7(5–7), 6–3, 6–1 |
| 10.  | 11 березня 2002   | Норт-Маямі-Біч, США       | Тверде   | Джим Томас         | Ерік Нуньєз Грейдон Олівер               | 3–6, 7–6(7–5), 7–5 |
| 11.  | 5 липня 2004      | Будайорш, Угорщина        | Ґрунт    | Стефан Робер       | Ігнасіо Гонсалес Кінґ Габріель Трухільйо | 3–6, 6–2, 6–3      |